# Oospila aliphera
Oospila aliphera är en fjärilsart som beskrevs av Paul Dognin 1923. Oospila aliphera ingår i släktet Oospila och familjen mätare. Inga underarter finns listade i Catalogue of Life.